# Burrington (Devon)
Burrington – wieś w Anglii, w hrabstwie Devon, w dystrykcie North Devon. Leży 37 km na północny zachód od miasta Exeter i 274 km na zachód od Londynu. W 2001 miejscowość liczyła 538 mieszkańców.